# Nagykürtös
Nagykürtös (szlovákul: Veľký Krtíš) város Szlovákiában, a Besztercebányai kerületben, a Nagykürtösi járás székhelye.

## Fekvése
Losonctól 36 km-re délnyugatra, a Kürtös-patak partján fekszik.

## Története
A régészeti leletek tanúsága szerint területén már a korai és a középső bronzkorban is éltek emberek.
A település legelső írásbeli említése a királyi kancellária által 1245. december 9-én kibocsátott oklevélben, "Curtus" néven történik. Ebben a király megerősíti az ipolysági kolostort birtokaiban. A település ekkor a divényi uradalomhoz tartozott. 1349-ben határában vízimalom működött. Fejlődését nagyban elősegítette, hogy fontos és forgalmas kereskedelmi út mentén feküdt. A 16. századtól azonban gyakran volt kitéve török támadásoknak. 1554 és 1594 között a török hódoltsághoz tartozott, a szécsényi szandzsák része volt. 1598-tól a Balassák birtoka, majd többek között a Soós, Kiskürtösi, Ambrózy családoké. A 17. században csaknem elnéptelenedett. 1680-ban telepítették újra.
Vályi András szerint "Kis és Nagy Kürtös. Elegyes tót faluk Nógrád Várm. Kis Kürtösnek földes Urai G. Sándor, és több Uraságok, fekszik ez Szklabinyához közel, és annak filiája, Nagy Kürtösnek pedig földes Urai Csemniczky, és töb Uraságok, fekszik ez Alsó Palojtához közel, és annak filiája, lakosai katolikusok, határbéli földgyeik néhol soványasak, vagyonnyai meglehetősek."
Fényes Elek szerint "Nagy-Kürtös, Nógrád m. tót falu, a Kürtös sebes patakja mellett, melly gyakran megárad. Számlál 104 kath., 563 evang. lak. Evang. anyatemplom. Több szép uri lakhelyek. F. u. Ambrózy, Csemiczky, s m. t. Ut. p. B. Gyarmat."
1828-ban 68 házában 678 lakos élt. A 19. század közepén indult az itteni bányászat fejlődésnek. Ekkor nyitották meg a Barbara és Éva bányákat, ahol barnaszenet bányásztak.
Nógrád vármegye monográfiájában "Nagykürtös. A kürtösi völgyben fekvő kisközség. Házainak száma 146, lakosaié 844, a kik vegyesen magyarok és tótajkúak s túlnyomóan ág. ev. vallásúak. Postája Kiskürtös, távírója és vasúti állomása Balassagyarmat. Már a középkorban fennállott, de írott adataink csak a XVI. századtól kezdve vannak e községről. Az 1562–1563. évi török kincstári adószámadáskönyvekben a nógrádi szandzsák helységei között szerepel 24 adóköteles házzal, 1579-ben pedig 31-gyel, 1593-ban felszabadult a török hódoltság alól. 1598-ban részben Balassa Imre részben a Soós és a Kiskürthösy családok voltak a földesurai, a XVII. század közepén Balassa Imre, a Csemitzky, a Tihanyi és az Ambrózy családok. 1715-ben 23 tót, 1720-ban hat magyar és 14 tót háztartását írták össze. 1754–1755-ben Bihárfalvai Urbán András volt itt birtokos, 1770-ben pedig gróf Zichy Ferencz, gróf Balassa Pál és László, Csemitzky Ferencz, Horváth Kristóf, Plachy János, Markovics Sándor, Kopcsándy Mihály, Sréter Mihály és Tihanyi Dániel, 1826-ban Ambrózy Lajos és kívüle 1488 körül még a Csemitzky, a Hodosi Bende, a Felsőkubini Meskó, a Dolinai és a Draskóczy, a Molnár, a Thomka, a Lázy és a Kossay családok. Jelenleg a Sebastiani, a Bende és a Messa családok nagyobb birtokosai. A Sebastiani-féle régi kastélyt az Ambrózy család építtette a XVII. században s itt van e család régi sírboltja is. A másik Sebastiani-féle úrilak újabb keletű. Ezenkívül még két úrilak van a községben, melyek a Bende és a Messa családokéi. Az itteni evangélikus templom 1635 táján épült, de megromolván, a Csemitzky, a Tihanyi és az Ambrózy családok bőkezűségéből helyreállíttatott. A határban kőszén-, homok- és kőbányák vannak és több savanyúvízforrás is. Az egyik dülőt »Ne bojsza« magyarul: »Ne félj«-nek nevezik. Az itteni néphagyomány szerint e dombon Lehel vezér kürtjébe fújt s ezért nevezték el a községet Kürtösnek. A község keleti részén van »Zsidó lyuk« nevű üreg is, mely az itteni monda szerint, hajdan egészen a kékkői várig vezetett volna. Elnevezését azért nyerte, mert itt valamikor egy zsidót megöltek és holttestét ez üregbe dobták. A községhez tartoznak: Borbála-bánya, Éva-bánya, Gyulaház, Páltelek, Tilalmas és Persdolina."
Gőzfűrész üzemét 1909-ben alapították. A trianoni békeszerződésig Nógrád vármegye Balassagyarmati járásához tartozott.
Városi rangját 1968-ban kapta. 1993-ban főutcáját felújították, új házak, park és szökőkút épült. Innen Kassára vasúton csak Magyarországon keresztül lehet eljutni.

## Népessége
| Év:            | 1994.  | 2004.   | 2014.    | 2024.    |
| -------------- | ------ | ------- | -------- | -------- |
| Emberek száma: | 14 160 | 13 932  | 12 424   | 10 274   |
| Eltérés:       |        | -1,61 % | -10,82 % | -17,30 % |

| Év:            | 2023.  | 2024.   |
| -------------- | ------ | ------- |
| Emberek száma: | 10 457 | 10 274  |
| Eltérés:       |        | -1,75 % |

1880-ban 818 lakosából 663 szlovák és 86 magyar anyanyelvű volt.
1890-ben 800 lakosából 661 szlovák és 90 magyar anyanyelvű.
1900-ban 844 lakosából 733 szlovák és 109 magyar anyanyelvű volt.
1910-ben 843 lakosából 583 szlovák és 240 magyar anyanyelvű.
1921-ben 852 lakosából 775 csehszlovák és 68 magyar.
1930-ban 755 lakosából 718 csehszlovák és 28 magyar volt.
1991-ben 14212 lakosából 12636 szlovák és 1103 magyar.
2001-ben 14 013 lakosából 12 182 szlovák, 869 magyar, 288 cigány, 110 pedig cseh volt.
2011-ben 12 999 lakosából 9649 szlovák, 645 magyar, 94 roma, 58 cseh és 25 ukrán.

## Neves személyek
- Itt született 1807-ben Ambrózy György magyar helytörténeti író.
- Itt született 1973-ban Marek Penksa szlovák labdarúgó.
- Itt született 1973-ban Róbert Semeník szlovák válogatott labdarúgó.
- Itt született 1977-ben Lucia Eggenhofferová szlovák költőnő.
- Itt született 1979-ben Marián Sluka szlovák labdarúgó.
- Itt született 1986-ban Balga Gabriella opera-énekesnő.
- Itt szolgált Coroni Frigyes (1745 körül–1819?) evangélikus lelkész, esperes, tanár.
- Itt szolgált Hamaliar Márton (1750-1812) evangélikus lelkész.
- Itt hunyt el 1903-ban Kubinyi Ferenc földbirtokos, régész, történész.

## Nevezetességei
- Evangélikus temploma 1770-ben épült. Tornyát 1841-ben építették hozzá.
- Késő reneszánsz kastélya a 17. században épült, a 19. században klasszicista stílusban építették át. 1955-ben restaurálták.

## Gazdasága
- Autógyárát 1972-ben alapították a nyolc vállalatot tömörítő Liaz konszern részeként. Kezdetben motoralkatrészeket gyártottak, később a Škoda 706 RT motorok gyártását végezték, évente 4500 darabos gyártási kapacitással. Az 1989-es rendszerváltást követő gazdasági visszaesés hatására a motorgyártás 1990-ben leállt, alkalmazottainak számát nagymértékben csökkentették. Termelését gépjármű-alkatrészek gyártására állították át, emellett egy háromkerekű haszongépjármű fejlesztését is megkezdték, amelynek eredményeként 1994-ben bemutatták a Veka prototípusát, sorozatgyártása azonban sosem valósult meg.[6]